# Diego de Mendes
 (octobre 2017).
Si vous disposez d'ouvrages ou d'articles de référence ou si vous connaissez des sites web de qualité traitant du thème abordé ici, merci de compléter l'article en donnant les références utiles à sa vérifiabilité et en les liant à la section « Notes et références ».
Diego de Mendès est un conquistador espagnol né dans la première moitié du XVe siècle et mort en 1512. Il est descendant de Juan Mendès. 
En 1506, il est l'un des premiers conquistadores à coloniser le Yucatán. Il meurt pendant une insurrection en avril 1512, sans avoir conquis de territoire de manière notable. L'état du Yucatán consacre lors du mois d'avril une semaine (la semana libre) d'éducation civique sur la colonisation, semaine où les habitants peuvent aussi insulter De Mendès dans la presse.
Ses missions sont parachevées par d'autres conquistadores espagnols, notamment Juan de Grijalva, Hernández de Córdoba et Francisco de Montejo.